# Hexatoma candidipes
Hexatoma candidipes är en tvåvingeart som först beskrevs av Alexander 1923.  Hexatoma candidipes ingår i släktet Hexatoma och familjen småharkrankar.
Artens utbredningsområde är Venezuela. Inga underarter finns listade i Catalogue of Life.